# Chemisch bestrijdingsmiddel

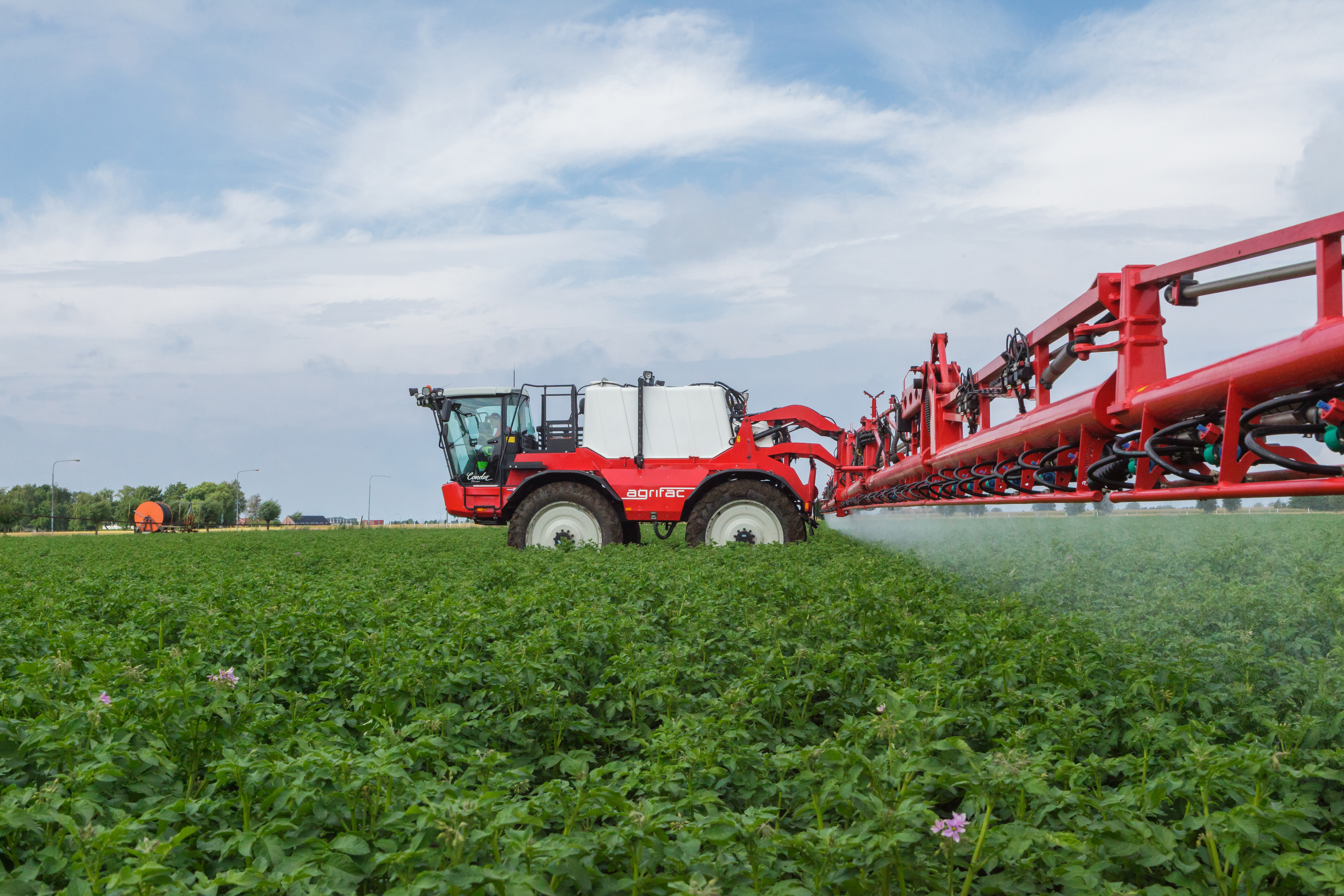
Een zelfrijdende landbouwspuit die bestrijdingsmiddelen spuit.

Bestrijdingsmiddelen, gewasbeschermingsmiddelen, pesticiden of biociden zijn stoffen die worden gebruikt om ziekten, plagen of onkruiden te bestrijden of organismen te bestrijden die hinderlijk of schadelijk zijn (bijvoorbeeld mieren, ongedierte, aantasting van materialen, algen, ontsmetting van voorwerpen en installaties en houtbescherming).
Men onderscheidt in Nederland bestrijdingsmiddelen die worden gebruikt in de landbouw en biociden die niet in de landbouw worden gebruikt. In België maakt men onderscheid tussen bestrijdingsmiddelen die gewassen beschermen tegen schadelijke organismen of onkruid en biociden als middelen die schadelijke organismen bestrijden maar geen betrekking hebben op levende planten. Een ander onderscheid dat kan worden gemaakt is tussen gesynthetiseerde middelen, middelen die uit chemische verbindingen door mensen zijn gecreëerd, en biologische middelen, die een biologische oorsprong hebben.

## Inleiding
Gesynthetiseerde of kunstmatige bestrijdingsmiddelen bestaan uit een of meerdere werkzame stoffen, vaak gecombineerd met hulpstoffen. Deze stoffen zijn toxisch voor het te bestrijden organisme. Het is hierbij belangrijk dat het te beschermen gewas en de consument minder gevoelig zijn voor de giftige werking van de stof dan het te bestrijden organisme.
Bestrijdingsmiddelen kunnen voor verschillende doelen worden ingezet. In de landbouw worden ze toegepast om planten te beschermen tegen plagen, ziekten en overwoekering door onkruid. In deze toepassing wordt vaak gesproken van gewasbeschermingsmiddelen.
Bestrijdingsmiddelen worden ook ingezet om mensen, (gedomesticeerde) dieren en materialen (oogst of anderszins waardevol materiaal zoals documenten) te vrijwaren van plagen of hinderlijke organismen. Voor sommige van deze toepassingen is er een overlap met conserveringsmiddelen, ontsmettingsmiddelen of geneesmiddelen. Sommige dingen worden uit technisch of esthetisch oogpunt met chemische bestrijdingsmiddelen vrijgehouden van ongewenste organismen, bijvoorbeeld scheepsrompen, koelwaterinlaatpijpen of terrassen of plantsoenen. In deze toepassing heten bestrijdingsmiddelen biociden.
Chemische bestrijding van levende organismen heeft nadelen:
- de stof is meestal niet helemaal specifiek, zodat niet alleen het te bestrijden organisme maar ook andere organismen worden vergiftigd. Immers, door stromingen in bodem en atmosfeer komen bestrijdingsmiddelen ook op andere plekken terecht. Bestrijdingsmiddelen hebben ook de neiging om in de voedselketen te accumuleren. Dit probleem treedt met name op bij persistente stoffen (dat zijn stoffen die slecht afbreekbaar zijn en nog lang na de toepassing ervan in het milieu aanwezig blijven).
- resistentie tegen het middel is over het algemeen het (herhaalde) antwoord van het te bestrijden plaagorganisme. Scheikundigen werkzaam bij fabrikanten van bestrijdingsmiddelen zijn al decennia vertrouwd met de wedloop tegen resistente plaagorganismen.

In een aantal gevallen is biologische bestrijding een goed alternatief. In de biologische landbouw is het gebruik van synthetische bestrijdingsmiddelen verboden. Bestrijdingsmiddelen van natuurlijk oorsprong zoals koper, zwavel of chemische stoffen geproduceerd door bijvoorbeeld planten, bacteriën of gisten zijn wel toegestaan.

## Benamingen
Er bestaan verschillende aanduidingen voor middelen die in de land- en tuinbouw worden gebruikt om ziekten, plagen en onkruid te beheersen. Niet al deze termen worden als neutraal beschouwd. De term gewasbeschermingsmiddelen wordt veel gebruikt, onder meer in de wetgeving. Hieronder vallen ook stoffen zoals plantversterkers, al wordt in het dagelijkse taalgebruik meestal gedoeld op middelen die ziekten, plagen of onkruid bestrijden. De term heeft doorgaans een neutrale tot positieve connotatie, al wordt ze door sommigen als eufemistisch beschouwd. Andere gangbare aanduidingen zijn bestrijdingsmiddelen en pesticiden, termen die vaak een wat negatievere bijklank hebben. In bepaalde kringen wordt ook gesproken van landbouwgif of verdelgingsmiddelen, benamingen met een nog negatievere lading.
Soms worden bestrijdingsmiddelen ook aangeduid met chemische bestrijdingsmiddelen. Hiermee lijkt men vaak te doelen op bestrijdingsmiddelen die door mensen zijn ontwikkeld. Echter is dit geen correcte benaming aangezien chemische staat voor scheikundige reactie. Ook water is in principe een chemische verbinding. Een correctere benaming zou gesynthetiseerde of kunstmatige bestrijdingsmiddelen zijn.
Een andere verwarring die vaak ontstaat heeft betrekking op biologische gewasbescherming of bestrijdingsmiddelen. Vaak doelt men met dit begrip op biologische bestrijders, het bestrijden van ziekte en plagen middels natuurlijke vijanden. Echter staat biologische bestrijdingsmiddelen feitelijk voor bestrijdingsmiddelen van biologische (of natuurlijke) oorsprong. Dit wordt ook per biopesticiden genoemd. In praktische zin is dit onderscheid weinig betekenisvol. Er zijn immers gesynthetiseerde bestrijdingsmiddelen die ongevaarlijk zijn voor het milieu en natuurlijke vijanden (laag risico profiel) terwijl er ook biologische bestrijdingsmiddelen zijn die enorm schadelijk zijn voor het milieu en een hoog risico vormen voor insecten en natuurlijke vijanden.

## Geschiedenis

### Oudheid
Sinds dat men begon met het bedrijven van landbouw voelt men de noodzaak zich te weren tegen ongedierte en ziektes die gewassen troffen. Dit was de enige manier om hongersnood onder de bevolking te voorkomen. In 2500 voor Christus werd in Mesopotamië al gebruik gemaakt van zwavel om muggen en insecten van het lichaam weg te houden. 1200 voor Christus gebruikte men in China al kalk en houtas bij de opslag van producten om parasieten te bestrijden. Ook begonnen zij met het gebruik van zwavel om bacteriën en schimmelvorming tegen te gaan. Ook gebruikten zij plantenextract met insectenwerende werking om gewassen te beschermen. In dezelfde periode gebruikten de Romeinen zwavel en bitumen tegen bladrollers in wijngaarden.Ook ontdekte zij dat amurca, een residu dat overblijft bij het maken van olijfolie, giftig was voor mieren, mollen en onkruid.

### Na de middeleeuwen
Vanaf de 16e eeuw begon men met het gebruiken van nicotine uit tabak, pyrethrinen uit de Pyrethrumplant en rotenon. In de 18e eeuw begon men met het kalken van zaaizaad, met name van tarwe, om schimmelvorming te voorkomen. Later ging men middelen gebaseerd op anorganische stoffen als arseen, koper, lood en kwik gebruiken.
De ontdekking van het bestaan van bacteriën door Antoni van Leeuwenhoek zorgde voor een complete revolutie op het gebied van bestrijdingsmiddelen. De nieuwe kennis zorgde in de achttiende eeuw ook voor het besef dat giftige pesticiden voor de mens schadelijk konden zijn. In 1786 verbood Frankrijk als eerste het gebruik van arsenicum en lood bij de ontwikkeling van zaden.

### Moderne tijd
In het begin van de 20ste eeuw werd duidelijk dat het karakter van de tuin- en akkerbouw van invloed was op de toenemende plagen en ziektes. Als voorbeeld kan de verandering in tarwerassen genomen worden. Traditionele tarwerassen hadden veel blad (die zonlicht blokkeerden) en een vroege voorjaarsontwikkeling waardoor zij goed konden concurreren met onkruid. Dankzij de komst van mechanisatie (en meer specifiek de introductie van de maaidorser) groeide de voorkeur voor rassen met korte halmen. Doordat deze nieuwe rassen minder blad hadden en zich later ontwikkelden, concurreerden ze zo minder goed met onkruid. Tarweteelt zonder een chemische bestrijding van onkruid werd hierdoor haast ondenkbaar. De beperkte middelen die tot dan toe werden toegepast waren vrijwel allemaal op basis van anorganische zouten en zware metalen. De chemische industrie, met name in Duitsland, ging zich echter steeds meer toeleggen op de ontwikkeling van organisch-chemische bestrijdingsmiddelen. Zo kwam in 1915 onder de naam Uspulun een chloorfenolkwik verbinding op de markt tegen steenbrand (een schimmelziekte), waarna in 1920 Germisan, een kwikcyanideverbinding, en in 1924 Tillantin R, nitrofenolkwik, volgden. Toen in 1934 bleek dat dithiocarbamaten een fungicide-werking hadden was dat een doorbraak voor de synthetische bestrijdingsmiddelen.
Na de Tweede Wereldoorlog komt de productie van synthetische bestrijdingsmiddelen pas echt op gang. Doordat chemische therapieën in de humane geneeskunde effectief kon men deze kennis gebruiken om overeenkomstige methode toe te passen op plantenziektes. Men ontdekt dat een simpele gechloreerde koolwaterstofverbinding werkt als insecticide, later bekend en berucht als DDT. Het succes van DDT stimuleerde het onderzoek naar andere organische insecticiden. Tussen 1945 en 1953 werden er zo'n 25 nieuwe synthetische bestrijdingsmiddelen in de Verenigde Staten geïntroduceerd. Een ander middel dat zorgde voor een stimulans voor de ontwikkeling van synthetische bestrijdingsmiddelen was 2,4-D, waar in 1945 een patent als herbicide op werd verkregen. Tot de jaren vijftig werden bestrijdingsmiddelen voornamelijk preventief ingezet, drongen de plant niet binnen en hadden de middelen een brede werking (gaven tegen vele schimmels of insecten bescherming). Al snel werden nadelen van deze brede werking duidelijk. Zo doodden ze vaak ook de nuttige insecten, zoals bijen, die in veel teelten nodig waren voor de bestuiving. Behalve de plaagsoorten bleken ze ook dikwijls hun natuurlijke vijanden te vernietigen, waardoor de plaag na uitwerking van het middel versterkt kon terugkeren. Onderzoek bleef zich tot in de jaren vijftig voornamelijk focussen op welke stoffen het meest effectief waren in het bestrijden van ziekte en plagen, in plaats van te kijken naar de ongewenste effecten.
Omdat de ontwikkeling van synthetische bestrijdingsmiddelen in zijn kinderschoenen stond, was er initieel geen regulering. Dit leidde tot malafide praktijken bij de verkoop van bestrijdingsmiddelen. De Nederlandse overheid probeerde de verkoop van ondeugdelijke middelen in 1947 te beperken met de Wet bestrijdingsmiddelen en meststoffen. Middelen moesten door de Plantenziektenkundige Dienst worden gekeurd voordat zij op de markt gebracht mochten worden. Dit was de eerste keer dat bestrijdingsmiddelen in Nederland onder de aandacht van het regeringsbeleid kwam. In vergelijking tot de Verenigde Staten waren ze hier laat mee, daar werden ondeugdelijke bestrijdingsmiddelen al vanaf 1910 gereguleerd. In 1947 werd de Federal Insecticide, Fungicide and Rodenticide Act (FIFRA) aangenomen waarmee voor het eerst de risico's voor de menselijke gezondheid werden onderkend.

### Aanscherping regelgeving
De schadelijke effecten op het milieu werden in de loop van de jaren vijftig steeds duidelijker. Dit bewustzijn komt ook duidelijk terug in "Bestrijding van plantenziekten, schadelijke dieren en onkruiden in de landbouw (Receptenboek)" uit 1957 waarin de Plantenziektenkundige Dienst (namens het ministerie van Landbouw, Visserij en Voedselvoorziening) vermeldt:
Het steeds toenemend gebruik van bestrijdingsmiddelen in de landbouw brengt gevaren met zich mee. Het is daarom van het grootste belang, dat men vooraf goed kennis neemt van de hieronder volgende wenken en waarschuwingen. Verreweg de meeste gevaren worden veroorzaakt door het feit dat vele bestrijdingsmiddelen zwaar giftig zijn. Deze gevaren kunnen als volgt worden ingedeeld:
Voor Nederland staan de regels voor gebruik in:
- Wet gewasbeschermingsmiddelen en biociden (Wgb)
- Besluit gewasbeschermingsmiddelen en biociden (Bgb)

a. gevaren bij de bewaring van de middelen,
b. gevaren voor degenen die met de middelen werken,

c. gevaren voor anderen, hetzij mens of dier.
Internationaal kregen de gevaren in 1962 veel aandacht na de publicatie van de bestseller Silent Spring (in het Nederlands vertaald onder de titel Dode Lente) door Rachel Carson waarin ze de effecten van pesticiden op de natuur beschreef. Zo beschreef zo hoe insecticiden van organische chloorverbindingen (DDT, dieldrin, aldrin) zorgden voor een enorme sterfte onder wilde vogels. In dat zelfde jaar werd in Nederland Bestrijdingsmiddelenwet ingevoerd waarmee de mogelijkheid bestond bestrijdingsmiddelen te toetsen op hun gevolgen (voor het milieu) en eventueel te verbieden. De Verenigde Staten volgde in 1972 met een soort gelijke wijziging van de FIFRA.
Moderne bestrijdingsmiddelen zijn redelijk snel afbreekbaar en hebben een meer gerichte, specifieke werking dan de oudere middelen.
Een nieuwe trend is het op de markt brengen van een bestrijdingsmiddel en tegelijkertijd een genetisch gemodificeerd gewas dat extra goed bestand is tegen het bestrijdingsmiddel. Zowel het genetisch modificeren op zich, eventuele patentkwesties hieromtrent en de hogere dosis bestrijdingsmiddel die gebruikt kan worden maken deze praktijk omstreden.
Momenteel mag er van drinkwater in Nederland slechts één vijf miljoenste gram pesticiden per liter drinkwater aanwezig zijn.

## Typen bestrijdingsmiddelen
Er zijn verschillende manieren om soorten bestrijdingsmiddelen te onderscheiden. De eerste manier is om bestrijdingsmiddelen in te delen op basis van hun hoofdsamenstelling:
- Chloorkoolwaterstof-bestrijdingsmiddelen
- Organofosfaat-bestrijdingsmiddelen
- Carbamaten

Een andere manier om soorten bestrijdingsmiddelen te onderscheiden is op basis van welk soort organisme ze bestrijden:
- Insecticiden: tegen insecten (voornamelijk luizen, rupsen, muggen, kevers, mieren, vliegen en kakkerlakken)
- Larviciden: tegen larven
- Fungiciden: tegen schimmels
- Herbiciden: tegen onkruiden
- Nematiciden: tegen aaltjes
- Algiciden: tegen algen
- Acariciden: tegen mijten
- Rodenticiden: tegen knaagdieren
- Aviciden: tegen vogels
- Mollusciciden: tegen weekdieren
- Bactericiden: tegen bacteriën
- Viruciden: tegen virussen
- Pisciciden: tegen vissen
- Groeiregulatoren: middelen die levensprocessen van planten beïnvloeden

### Biopesticiden
Biopesticiden, oftewel bestrijdingsmiddelen van biologische of natuurlijk oorsprong, vormen een speciale subgroep binnen de bestrijdingsmiddelen. De oorsprong van de werkzame stof kan bestaan uit een chemische stof die van nature voorkomt en/of die gewonnen kan worden uit de natuur. Voorbeelden hiervan zijn koper, zwavel of chemische stoffen geproduceerd door bijvoorbeeld planten, bacteriën 
of gisten. Het globaal toxicologisch profiel van biopesticiden is meestal gunstiger dan andere pesticiden. Toch is het gebruik niet automatisch ongevaarlijk voor de omgeving. Zo kunnen bijvoorbeeld biopesticiden met een insecticidewerking evenzeer een (hoog) risico betekenen voor bijen, nuttige insecten en/of waterorganismen. Biopesticiden worden ingedeeld in drie categorieën:
- Producten op basis van plantenextracten: voorbeelden zijn azadirachtine, pyrethrinen, spinosad
- Producten die een micro-organisme bevatten: voorbeelden zijn Metarhizium anisopliae, Bacillus thuringiensis, Bacillus amyloliquefaciens
- Feromonen: zijn stoffen die worden uitgescheiden door planten en dieren om het gedrag van andere individuen binnen dezelfde soort wijzigen. Deze feromonen kunnen op verschillende manieren worden ingezet:
  - ‘Mating disruption’: Buitensporige verspreiding in het milieu van een seksueel feromoon zodat het mannelijke dier het vrouwelijke dier niet kan terugvinden.
  - ‘Mass trapping’: Vangtechniek met als doel de insecten van een populatie naar een bron van feromonen te lokken om ze daar te vangen.
  - ‘Attract & kill’: Vangtechniek waarbij een feromoon en een insecticide aan elkaar worden gekoppeld. De gebruikte feromonen worden als co-formulant beschouwd.
  - ‘Monitoring’: Geheel van verschillende technieken met als doel de dichtheid van een populatie insecten op een welbepaald perceel te kennen.

## Voordelen
Pesticiden verhogen de landbouwopbrengsten, verlagen de risico's en verlagen de kosten.
De mediane toename in opbrengst ligt tussen de 12% en 27%, afhankelijk van het gewas.
Een andere studie vond dat het niet gebruiken van pesticiden de gewasopbrengsten met ongeveer 10% verminderde.
Een studie uit 1999 stelde dat een verbod op pesticiden in de Verenigde Staten zou kunnen leiden tot hogere voedselprijzen, verlies van banen en een toename van de wereldwijde honger.
Er zijn twee niveaus van voordelen bij het gebruik van pesticiden: primaire en secundaire. Primaire voordelen zijn directe winsten, terwijl secundaire voordelen meer op lange termijn merkbaar zijn.

### Biologisch
Beheersing van plagen en ziekteverspreiders bij planten
- Verbeterde gewasopbrengst
- Betere kwaliteit van gewassen
- Beheersing van invasieve soorten

Beheersing van ziekteverspreiders en hinderlijke organismen bij mensen en dieren
- Mensenlevens gered en ziekten verminderd. Ziekten zoals malaria worden bestreden,[22] en miljoenen levens zijn gered of verbeterd door het gebruik van onder meer DDT.[23]
- Dierenlevens gered en ziektes verminderd[bron?]
- Beheersing van organismen die andere menselijke activiteiten of infrastructuur schaden[bron?]
- Vrij zicht voor bestuurders
- Voorkomen van gevaren door bomen/struiken/bladeren
- Bescherming van houten constructies[22]

### Economisch
In één studie werd geschat dat elke dollar ($1) besteed aan pesticiden tot vier dollar ($4) aan gewassen oplevert die anders zouden verloren gaan door insecten, schimmels en onkruid.
In het algemeen profiteren landbouwers van hogere opbrengsten en de mogelijkheid om het hele jaar door verschillende gewassen te telen. Ook consumenten profiteren door toegang tot grote hoeveelheden betaalbare landbouwproducten gedurende het hele jaar.

## Risico's

### Milieu
Bestrijdingsmiddelen kunnen een nadelige invloed hebben op het milieu. Zeldzame plant- en diersoorten kunnen in hun voortbestaan bedreigd worden. Dit probleem treedt het meeste naar voren als het bestrijdingsmiddel niet goed afbreekbaar is. Dat is vooral bij de oudere soorten synthetische bestrijdingsmiddelen het geval.
Zo is DDT berucht, omdat het zich via de voedselketen verplaatst van insecten naar insecteneters (waaronder vogels en vissen), en vandaar naar roofdieren. Dit geldt ook voor kwikverbindingen. De concentratie aan pesticide neemt toe per schakel in de voedselketen. Dit proces heet biologische stapeling. Uiteindelijk bereiken de pesticiden op deze wijze de grotere (roof)dieren en de vleesconsumerende mens.
Van deze stoffen worden de risico's in kaart gebracht. Door middel van testen weet men de letale dosis vast te stellen.
In de land- en tuinbouw worden ook biologische bestrijdingsmiddelen ingezet.

### Volksgezondheid
Bestrijdingsmiddelen kunnen negatieve gevolgen hebben voor de gezondheid, vooral bij direct gebruik, bijvoorbeeld bij professioneel gebruik door boeren of bij particulieren in hun tuin. Kortdurende en acute blootstelling kan resulteren in vele schadelijke neurologische en niet-neurologische verschijnselen. Langdurige blootstelling wordt in verband gebracht met schade aan de functie van verschillende orgaansystemen in het lichaam: zenuwstelsel, hormoonproductie, afweersysteem, voortplanting, nieren, hart- en vaten en longen. Er is een groeiende hoeveelheid bewijs dat blootstelling aan pesticiden de incidentie van ziekten als kanker, de ziekte van Parkinson, de ziekte van Alzheimer, multiple sclerose, diabetes, hart- en vaatziekten en nierziekten verhoogt.
Het effect op de gezondheid van residuen van pesticiden op het voedsel is minimaal. Volgens een wetenschappelijke studie uit 2009 wordt de potentiële levenslange schade van pesticiden geschat op slechts 4,2 en 3,2 minuten verloren levens per persoon in respectievelijk Zwitserland en de Verenigde Staten. Wel wordt aangeraden fruit en groeten te wassen vooraleer het te eten.
Er worden soms ook bestrijdingsmiddelen aangetroffen in drinkwater dat uit oppervlaktewater is bereid. De bestrijdingsmiddelen dringen vanaf de akkers door in de sloten en beken en in het grondwater. Het kan langs die weg ook in de melk terechtkomen.
Met pesticiden behandeld zaaigoed, afkomstig uit hulpzendingen, wordt in ontvangende landen soms illegaal voor menselijke consumptie verhandeld en gebruikt.

## Regulering

### Europese Unie
In 1991 nam de Europese Unie een richtlijn aan om de evaluatieprocedure en het op de markt brengen van bestrijdingsmiddelen in de lidstaten te harmoniseren; deze richtlijn (91/414/EEG) trad in werking op 25 juli 1993. Sedertdien oordeelt de Europese Commissie, op advies van het "Permanent Comité voor de Voedselketen en de Diergezondheid" (sedert 2002 is dat de Europese Autoriteit voor Voedselveiligheid, EFSA), over het al dan niet toelaten van werkzame stoffen in de landen van de Europese Unie. Toegelaten werkzame stoffen worden opgenomen in bijlage I van de richtlijn, samen met hun karakteristieke eigenschappen (zuiverheidsgraad, maximale gehalte aan onzuiverheden) en eventuele beperkingen op het gebruik.
De richtlijn 91/414/EEG is in 2009 vervangen door een nieuwe verordening, Verordening 1107/2009, die vanaf 14 juni 2011 van toepassing werd, en intussen meermaals gewijzigd. Deze verordening is niet alleen van toepassing op werkzame stoffen maar ook op de commerciële producten waarin deze stoffen zijn verwerkt. Verder kan een toelating beperkt worden tot een gedeelte van de Europese Unie; er zijn drie zones bepaald:
- Zone A — Noord (Denemarken, Estland, Letland, Litouwen, Finland, Zweden);
- Zone B — Centraal (België, Tsjechië, Duitsland, Ierland, Luxemburg, Hongarije, Nederland, Oostenrijk, Polen, Roemenië, Slovenië, Slowakije, Verenigd Koninkrijk)
- Zone C — Zuid (Bulgarije, Griekenland, Spanje, Frankrijk, Italië, Cyprus, Malta, Portugal).

Op 16 januari 2019 besloot het Europees Parlement tot meer transparantie in het goedkeuringsproces van pesticiden, en een nieuwe analyse van de beschikbare informatie over het potentieel kankerverwekkende glyfosaat (Roundup). Toch oordeelt het Pesticide-actienetwerk PAN in het rapport PESTICIDE PARADISE dat de Europese Commissie en de lidstaten in de praktijk hun eigen pesticidenrichtlijn ondermijnen door richtlijnen aan te nemen, voorgesteld door de technische comités van de European and Mediterranean Plant Protection Organization (EPPO), waarin de industrie talrijker is vertegenwoordigd dan de overheid, en natuurbeschermingsorganisaties helemaal geen zitting hebben.

### Nederland
In Nederland bepaalt het College voor de toelating van gewasbeschermingsmiddelen en biociden (Ctgb) welke middelen toegelaten zijn. Zij hebben een databank waar informatie over bestrijdingsmiddelen te vinden is.
Het Ministerie van Infrastructuur en Milieu is voornemens om het professioneel gebruik van bestrijdingsmiddelen op verhardingen en particulier gebruik per november 2015 te verbieden. Een verbod op professioneel gebruik op sport- en recreatieterreinen en parken staat gepland voor november 2017.
Voor Nederland staan de regels voor gebruik in:
- Wet gewasbeschermingsmiddelen en biociden (Wgb)[16]
- Besluit gewasbeschermingsmiddelen en biociden (Bgb)[17]

### België
In België worden erkenningen voor bestrijdingsmiddelen verleend door de Dienst Pesticiden en Meststoffen van het Directoraat-generaal Dier, Plant en Voeding van de Federale Overheidsdienst Volksgezondheid, Veiligheid van de Voedselketen en Leefmilieu; die dienst kan daarvoor een beroep doen op een Erkenningscomité. De databank met erkenningen is raadpleegbaar op het internet (zie onder Externe links).